# 1er régiment d'infanterie (France)
Pour les articles homonymes, voir 1er régiment.
Le 1er régiment d'infanterie (1er RI) est une unité d'infanterie de l'Armée de terre française créée sous la Révolution à partir du régiment Colonel-Général, un régiment français d'Ancien Régime. C'est le plus vieux régiment combattant d'Europe encore en activité et sans cessation. En effet, le 1er régiment d'infanterie existe sous d'autres régimes et dénominations depuis 1479, date à laquelle il voit le jour sous le nom de Bandes de Picardie.

## Création et différentes dénominations
- 9 octobre 1479 : Création des bandes de Picardie
- 29 mai 1569 : Création du régiment de Sarrieu
- 1585 : Prend le nom de régiment de Picardie
- 1780 : Prend le nom de régiment Colonel-Général

- 1er janvier 1791 : à la Révolution, tous les régiments prennent un nom composé du nom de leur arme avec un numéro d'ordre donné selon leur ancienneté. Le régiment Colonel-Général devient le 1er régiment d'infanterie de ligne (ci-devant Colonel-Général) ;
- Février 1794 : amalgamé il prend le nom de 1re demi-brigade de première formation ;
- 13 février 1796 : reformé en tant que 1re demi-brigade de deuxième formation
- 1803 :  renommé 1er régiment d'infanterie de ligne
- 1814 : renommé régiment du Roi ;
- 1815 : il reprend son nom de 1er régiment d'infanterie de ligne ;
- 16 juillet 1815 : comme l'ensemble de l'armée napoléonienne, il est licencié à la Seconde Restauration, à Montrésor (Indre-et-Loire) ;
- 11 août 1815 : création de la 1re légion de l'Ain ;
- 23 octobre 1820 : renommée 1er régiment d'infanterie de ligne ;
- 1887 : devient le 1er régiment d'infanterie ;
- 1914 : à la mobilisation, il donne naissance au 201e régiment d'infanterie ;
- juin 1940 : le régiment est détruit
- août 1940 : formation du régiment départemental du Cher
- septembre 1940 : renommé 1er régiment d’infanterie
- 1942 : en novembre le régiment entre dans la Résistance ;
- 1944 : les compagnies du régiment sont reconstituées entre juin et août ;
- 1945 : le régiment est régularisé ;
- 1947 : 1er bataillon d'infanterie ;
- 1949 : 1er régiment d'infanterie ;
- 1952 : 1er régiment d'infanterie motorisée (1er RIM) ;
- 1968 : 1er régiment d'infanterie ;
- 1985 : 1er régiment d'infanterie - régiment de combat aéromobile (1er RCAM) ;
- 1999 : 1er régiment d'infanterie.

## Colonels/chefs de brigade
- 25 juillet 1791 : Jean Dubois de Chantereine[1]
- 23 novembre 1791 :  Charles Augustin de Courcy d'Herville
- 26 octobre 1792 : Louis Adrien Brice de Montigny (**)
- 26 avril 1794 : Joseph Placide Alexandre Léorier (**)
- mars 1796 : Jean Francois Delamarre[2]
- 1798 : Antoine Francois Lepreux
- juin 1799 : François Ganivet Desgraviers-Berthelot (*)
- septembre 1803 : François Ganivet Desgraviers-Berthelot
- avril 1807 : Jean Étienne de Saint-Martin (*)
- 23 août 1814 : Louis Jean Baptiste Cornebize
- 21 juin 1815 : Michel Jacquemet
- 23 janvier 1816 : comte Charles Auguste de Saporta
- 21 août 1823 : François Charles Marie Joseph Benjamin de Rizon
- 2 septembre 1830 : Jean-Baptiste Deniset[3]
- 9 septembre 1832 : André Joseph Locqueneux
- 9 juillet 1839 : François Aurain Marie Devaux
- 26 septembre 1840 : Pierre Benoit de Lusset
- 11 août 1841 : Charles Paté[4]
- 4 décembre 1850 : Grégoire Chevillon[5]
- 23 juin 1853 : Jacques O'Farrel[6]
- 11 mars 1857 : Jean-Baptiste Plombin[7]
- 3 août 1867 : Dominique Frémont[8]
- 24 août 1871 : Louis Victorien Souville
- 23 juillet 1876 : Thomas Eugène Drouet
- 13 mars 1883 : Gaspard Edmond Michaud
- 1889 : colonel Godfroy
- 1894 : colonel Blavier
- 1899 : Édouard Bolgert (**)
- 1900 : colonel Bedel
- 1904 : colonel Bouchard
- 1909 : colonel Desblancs
- 1911 : colonel Taffin
- 1914 : colonel Lamotte
- 1915 : lieutenant-colonel Guyot
- 1915 : lieutenant-colonel Hulot
- 1915 : colonel Lanse
- 1916 : colonel Dauve
- 1916 : lieutenant-colonel Rampomt
- 1917 : lieutenant-colonel de Duroy de Bruignac
- 1918 : lieutenant-colonel Bidoz
- 1919 : lieutenant-colonel Aubert Frère
- 1921 : colonel Allie
- 1923 : colonel Collonna-Ceccaldi
- 1927 : colonel Mossion de la Gonterie
- 1930 : colonel Frecot
- 1933 : colonel Lheritier
- 1935 : colonel Senechal
- 1937 : colonel Lapenne
- 1939 : colonel Nalot
- 1940 : colonel Curnier
- 1941 : colonel Besson
- 1942 : colonel Bertrand (***)
- 1945 : colonel Rudloff
- 1946 : lieutenant-colonel Janot
- 1947 : colonel Leterrier
- 1948 : colonel de Thomas de Labarthe
- 1949 : colonel Valette
- 1951 : colonel Bonnaud (*)
- 1953 : lieutenant-colonel Chevrier
- 1954 : colonel Lagarde
- 1956 : colonel Ronsin
- 1958 : colonel Pommier
- 1959 : colonel Rame
- 1961 : colonel de Boisheraud
- 1961 : colonel Davezan
- 1961 : colonel Ferent
- 1964 : colonel Biart
- 1965 : colonel Granotier
- 1967 : colonel Laurier (****)
- 1969 : colonel Jorant (**)
- 1971 : colonel Bernard You (*)
- 1973 : colonel Simon
- 1975 : colonel Bassac
- 1977 : colonel Fouilland
- 1979 : colonel Mouton
- 1981 : colonel Alefsen de Boisredon (*)
- 1983 : colonel Creff (**)
- 1985 : colonel Mallet (**)
- 1987 : colonel Iacconi(**)
- 1989 : colonel Lasserre (**)
- 1991 : colonel Berlaud (**)
- 1993 : colonel Huste (**)
- 1995 : colonel Chrissement (**)
- 1997 : colonel Vergez (***)
- 1999 : colonel Vial (**)
- 2001 : Bertrand de La Chesnais (****)
- 2003 : colonel Bregal
- 2005 : colonel Aubry
- 2007 : colonel Chatelus(**)
- 2009 : colonel Bellenger
- 2011 : colonel Gros
- 2013 : colonel Testart
- 2015 : colonel Budan de Russé
- 2017 : colonel Elias
- 2019 : colonel Hauray
- 2021 : colonel Uchida
- 2023 : colonel Watrin
- 2025 : colonel Frotier de La Messeliere

(*) Ces officiers sont devenus par la suite généraux de brigade.
(**) Ces officiers sont devenus par la suite généraux de division.
(***) ces officiers sont devenus par la suite généraux de corps d'armée.

## Historique des garnisons, combats et bataille du1errégiment d'infanterie

### Guerres de la Révolution et de l'Empire

#### 1errégiment d'infanterie de ligne ci-devant Colonel-Général (1791-1794)
L'ordonnance du 1er janvier 1791 fait disparaître les diverses dénominations, et les corps d'infanterie ne sont désormais plus désignés que par le numéro du rang qu'ils occupaient entre eux. Ainsi, 101 régiments sont renommés et le régiment Colonel-Général devient le 1er régiment d'infanterie de ligne. Les régiments sont toutefois largement désignés avec le terme ci-devant, comme 1er régiment d'infanterie ci-devant Colonel-Général.

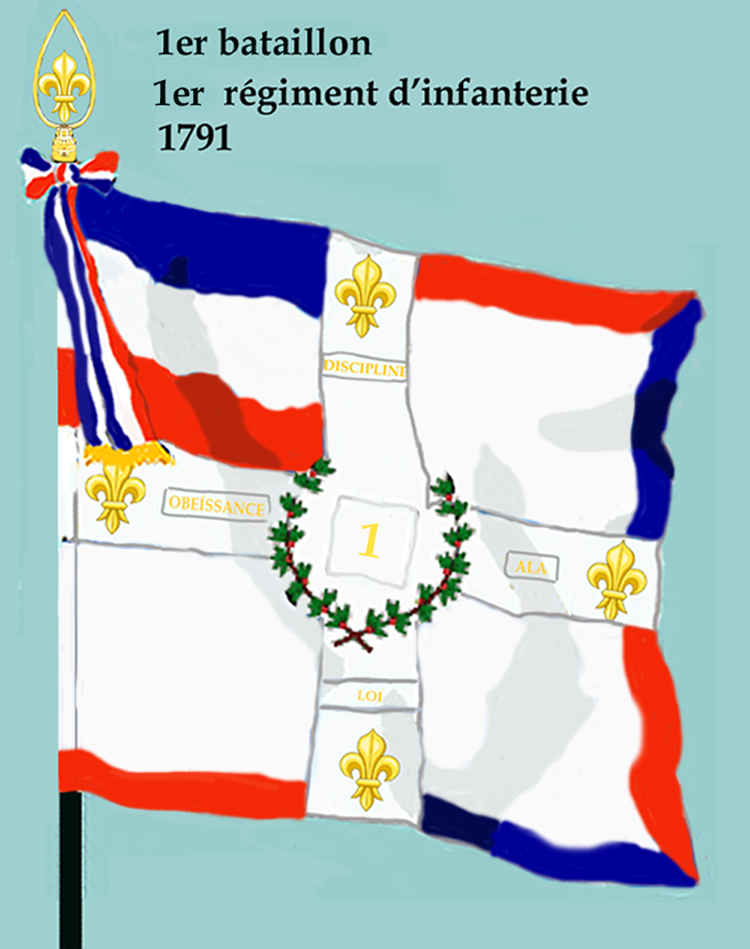
Drapeau du 1er bataillon du 1er régiment d'infanterie de ligne de 1791 à 1793
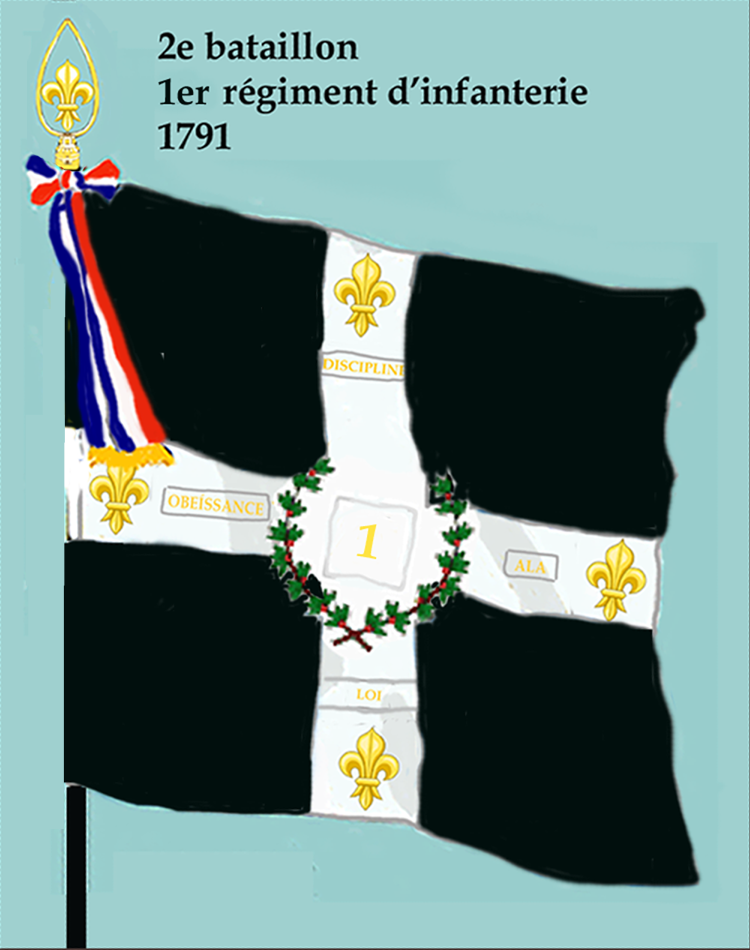
Drapeau du 2e bataillon du 1er régiment d'infanterie de ligne de 1791 à 1793
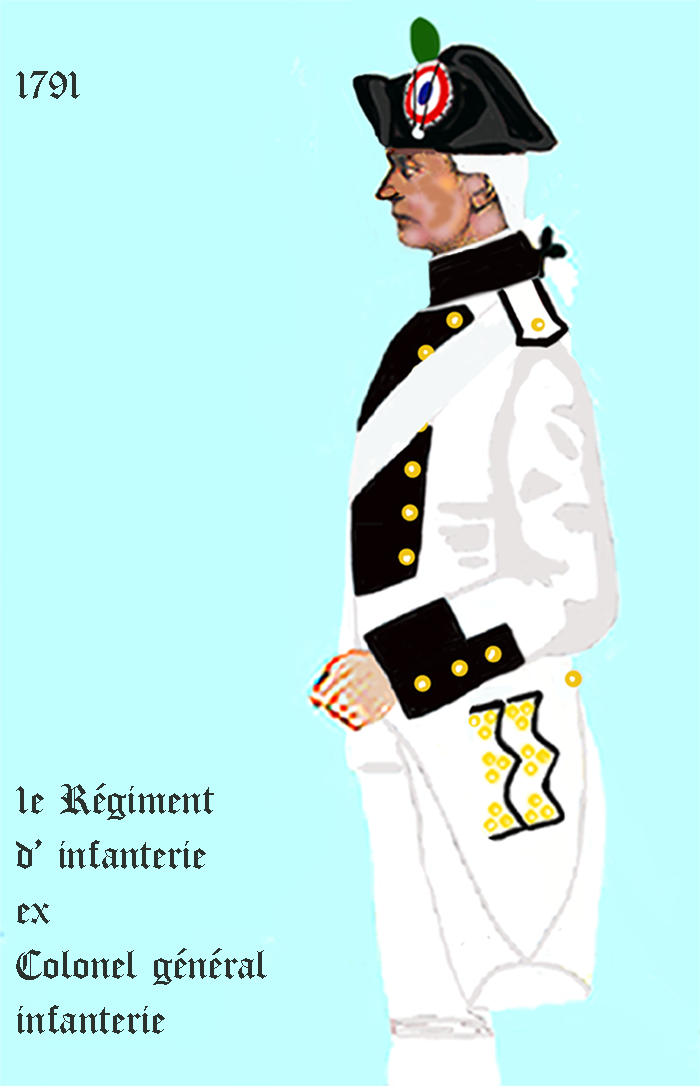
1er régiment d’infanterie de ligne de 1791 à 1792
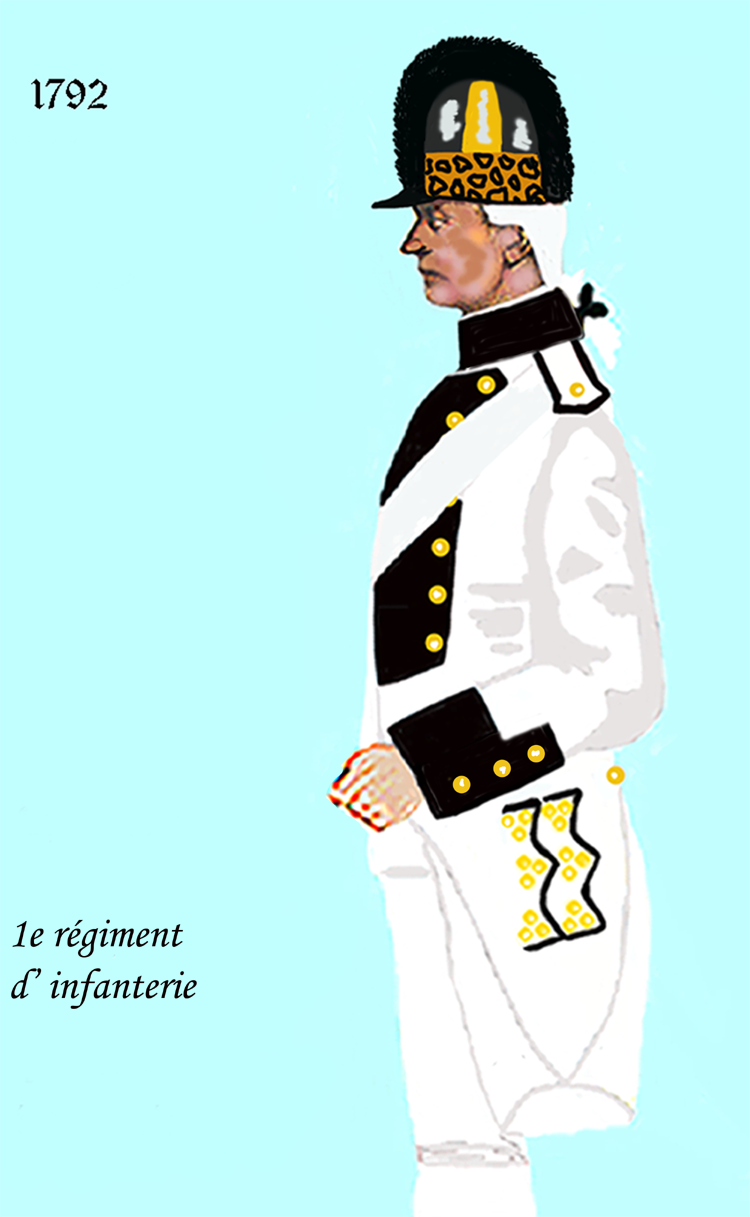
1er régiment d’infanterie de ligne de 1792 à 1794

Le 24 juin 1791, presque tous les officiers, sollicités par l'émigration dont Louis Henri de Bourbon prince de Condé était le chef, abandonnèrent leurs soldats en emportant les drapeaux et se rendirent à Furnes. Ce grave événement n'eut aucune influence sur la bonne conduite du corps. La garde nationale de Dunkerque lui donna un de ses drapeaux pour remplacer ceux qui lui avaient été soustraits.
A l'ouverture des hostilités en avril 1792, le 1er régiment d'infanterie fait partie du camp de Maulde. Quelques compagnies détachées pour la garde des postes de « La Chaussiette », « Le Coq » et « Macou », situés sur les abords de Vieux-Condé, y furent attaquées par des forces supérieures, et, après une belle défense, se retirèrent sous le canon de Condé-sur-l'Escaut qui arrêta l'élan des Autrichiens.
Le 1er régiment d'infanterie ci-devant Colonel-Général participa également au Combat de Quiévrain et aux batailles de Valmy et de Jemappes.
Peu de temps après, le régiment fut partagé :
- le 2e bataillon resta à Condé, à l'armée du Nord ;
- le 1er bataillon rattaché à l'armée du Centre, rejoignit le 1er décembre 1792 l'armée de la Moselle avec laquelle il participa à l'expédition de Trèves.

1er bataillon
Au mois de décembre 1792, quand le général Dumouriez envahit la Belgique, le 1er bataillon servit sous ses ordres. Le 1er régiment d'infanterie ci-devant Colonel-Général se fit particulièrement remarquer dans un combat d'avant-poste livré le 30 avril 1793 près de Valenciennes. Le général Kilmaine, dans son rapport, en fait l'éloge par ces simples parole : « Le 1er régiment a servi à sa manière accoutumée, c'est-à-dire on ne peut mieux. »
Après avoir combattu à Wissembourg il se montre avec éclat à la bataille de Fleurus le 26 juin 1794, puis se rendit à l'armée de Rhin-et-Moselle et se trouve le 17 juillet de la même année à la prise de Kayserslautern.
Peu de temps après et par ordre du 26 avril 1794, le 1er bataillon entre, à Arlon, dans la composition de la 1re demi-brigade de première formation, en étant amalgamé avec :
- le 13e bataillon de volontaires de Paris également appelé Bataillon de la Butte-des-Moulins ;
- le 3e bataillon de volontaires du Loiret.

2e bataillon
Le 2e bataillon fait la campagne de 1794, sous le commandement du général Jourdan, à l'armée de Sambre-et-Meuse.
Au commencement de 1795, le 2e bataillon contribue a former le noyau de la 2e demi-brigade de première formation formée avec
- le 4e bataillon de volontaires de la Somme ;
- le 5e bataillon de volontaires de Paris.

Ainsi disparaît pour toujours le 1er régiment d'infanterie ci-devant Colonel-Général, partageant le sort de tous ces vieux régiments qui depuis deux siècles avaient défendu si intrépidement la patrie contre toutes les coalitions[style à revoir].

#### 1redemi-brigadede première formation (1794-1796)

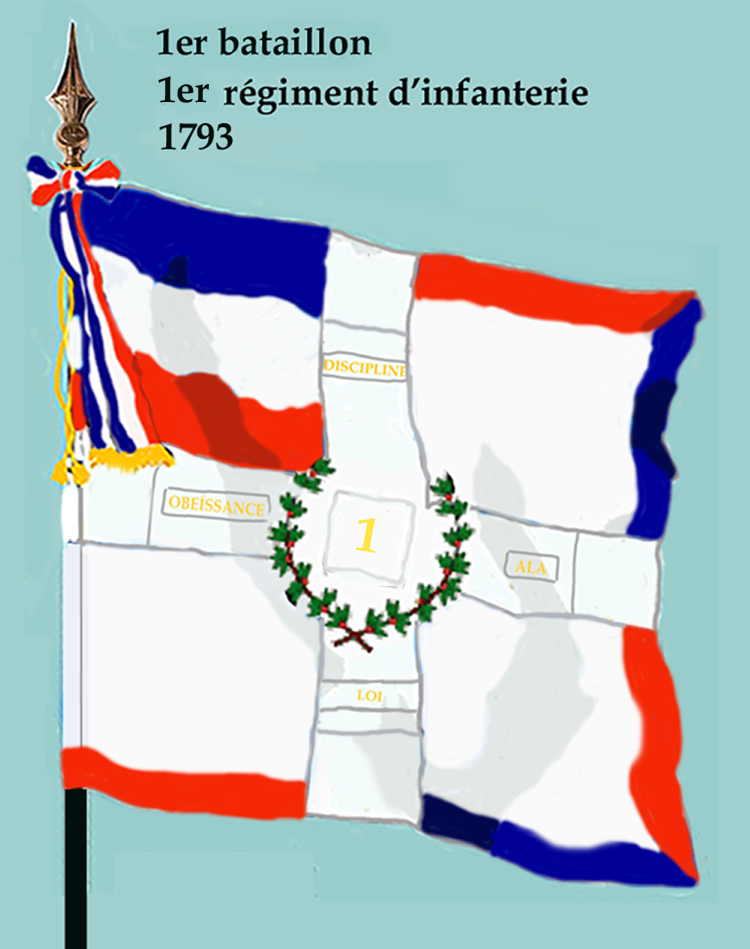
Drapeau de 1er bataillon de 1793 à 1794
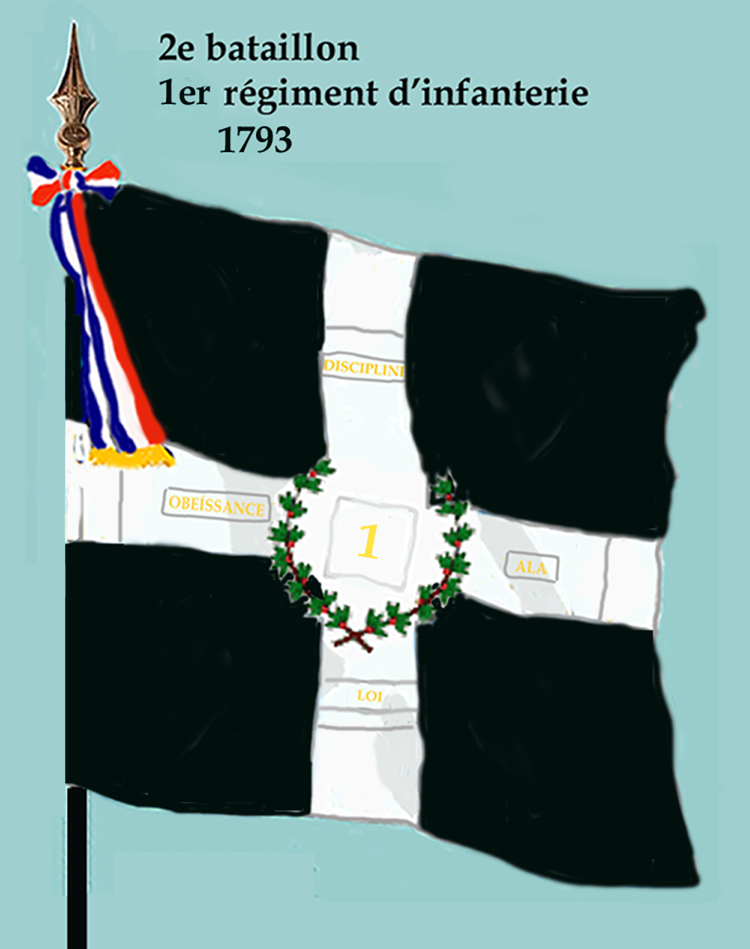
Drapeau de la 2e bataillon de 1793 à 1794

Formée en pluviôse an II (février 1794) à Arlon, la 1re demi-brigade, fait la campagne avec la armée de la Moselle qui se bat surtout dans le Palatinat et sur le Rhin se distinguant particulièrement durant la bataille de Fleurus.
En l'an III (1795) elle passe à l'armée de Sambre-et-Meuse avant d'intégrer l'Armée du Rhin en l'an IV (1796).

#### 1redemi-brigadede deuxième formation (1796-1803)

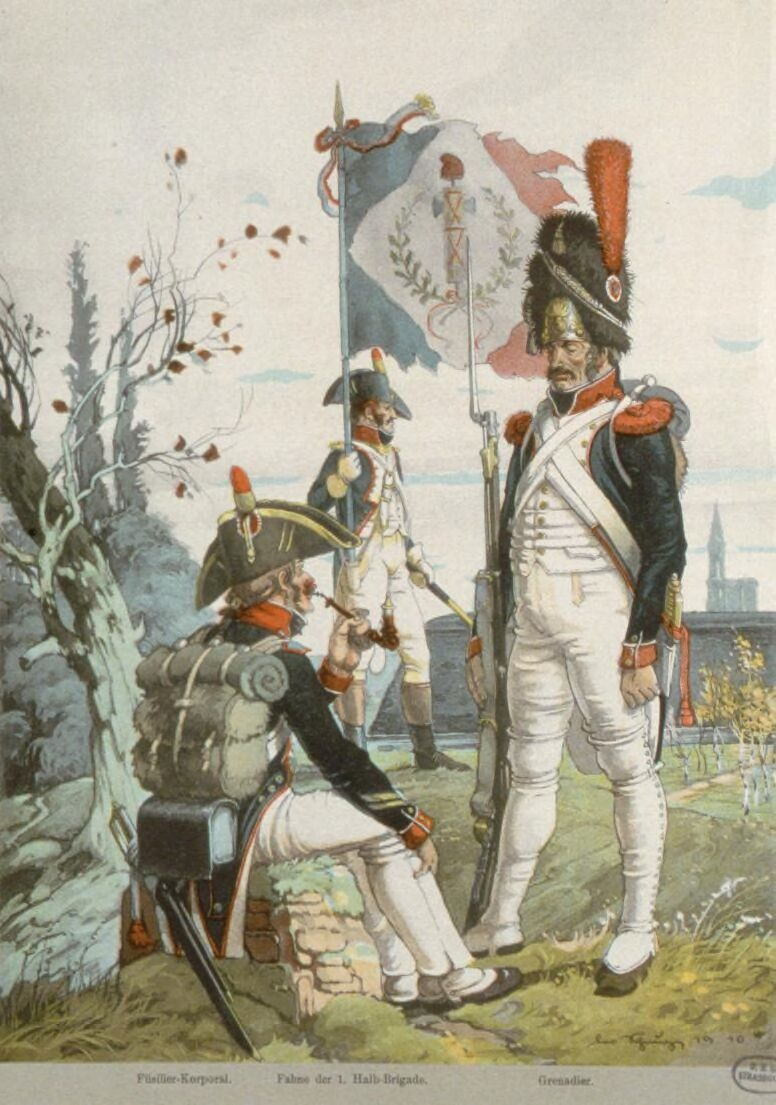
De gauche à droite : caporal-fusilier, porte-drapeau et grenadier de la 1re demi-brigade en Alsace en 1800 (dessin de Léo Schnug).

La 1re demi-brigade de deuxième formation est formée le 24 pluviôse an IV (13 février 1796) par l'amalgame des :
- 131e demi-brigade de première formation (1er bataillon du 71e régiment d'infanterie (ci-devant Vivarais), 8e bataillon de volontaires de Paris également appelé bataillon Sainte-Marguerite et 17e bataillon de volontaires des réserves)
- 1er bataillon auxiliaire de la Somme[10]

La 1re demi-brigade, fait les campagnes de l'an VI (1798) à l'Armée du Nord et de Batavie, celle de l'an VII (1799) aux armées de Batavie, de Mayence et du Danube et celles de l'an VIII (1800) avec laquelle elle participe à la bataille de Stockach et aux Première et deuxième bataille de Zurich.
En l'an IX (1801) elle est aux armées du Rhin et d'Italie, en l'an X (1800) à l'armée d'Allemagne où elle s'illustre aux batailles de Moesskirch et de Biberach.

#### 1errégimentd'infanterie de ligne (1803-1815)

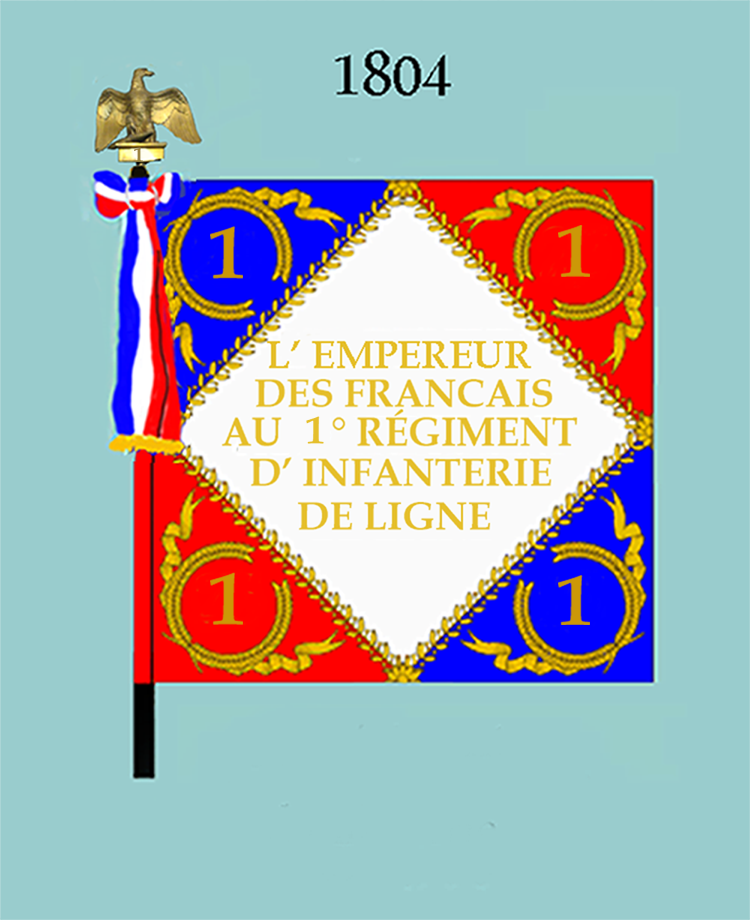
Drapeau modèle de 1804 (avers)
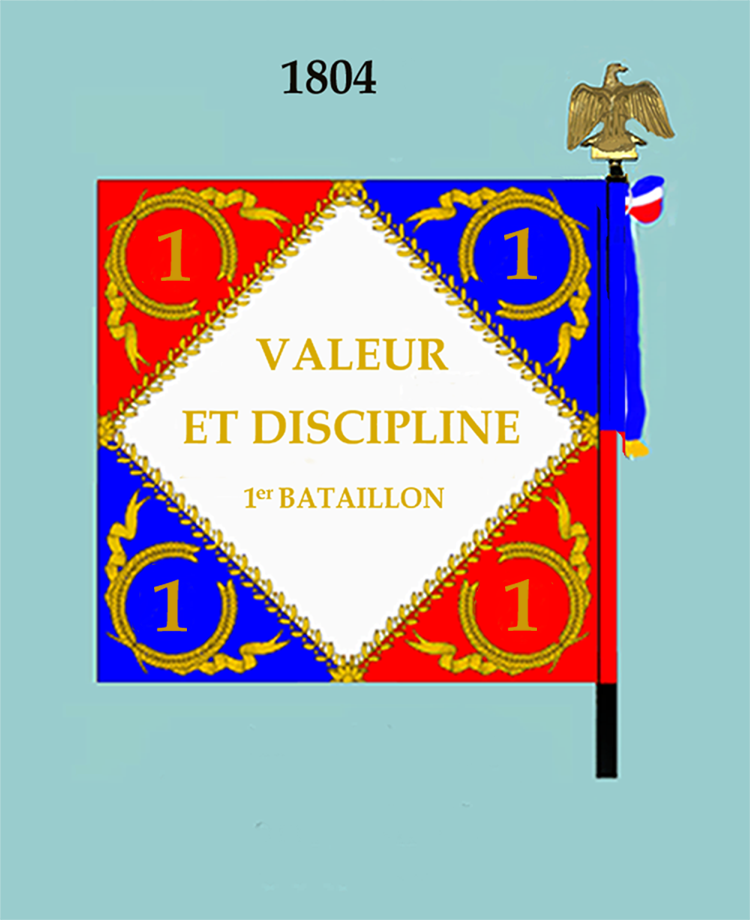
Drapeau modèle de 1804 (revers)

#### Guerres de la Révolution et de l'Empire
Par décret du 1er vendémiaire an XII (24 septembre 1803), le Premier Consul prescrit une nouvelle réorganisation de l'armée française. Il est essentiel de faire remarquer, pour faire comprendre comment, souvent le même régiment avait en même temps des bataillons en Allemagne, en Espagne et en Portugal, ou dans d'autres pays de l'Europe, que, depuis 1808, quelques régiments comptaient jusqu'à 6 bataillons disséminés, par un ou par deux, dans des garnisons lointaines et dans les diverses armées mises sur pied depuis cette date jusqu'en 1815.
Ainsi, le 1er régiment d'infanterie de ligne est formé à 3 bataillons avec la 1er, 2e et 3e bataillons de la 1re demi-brigade de deuxième formation.
Le 1er régiment d'infanterie de ligne fait les campagnes de l'an XII (1803), de l'an XIII (1804), de l'an XIV (1805) et de 1806 à l'armée d'Italie ou il combat à Caldiero, Civita-del-Tronto et Galiano.
En 1807 il est affecté à l'armée de Naples, puis à celles de 1808, 1809 et 1810 il est aux armées de Naples et d'Italie et combat à Sacile mais aussi à Wagram ou il se distingue particulièrement.

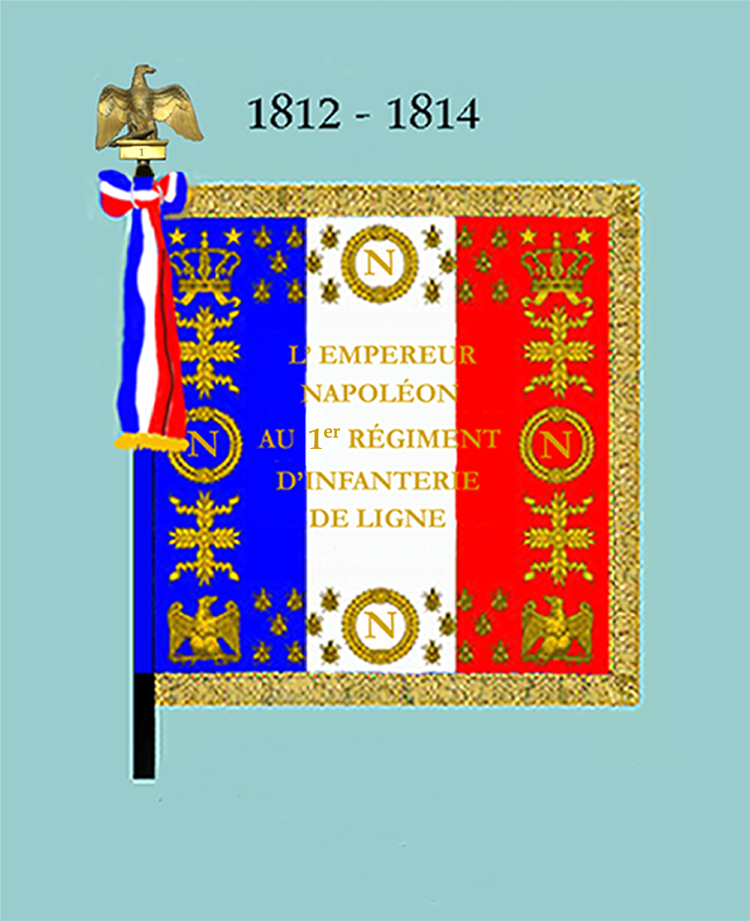
Drapeau modèle de 1812 (avers)
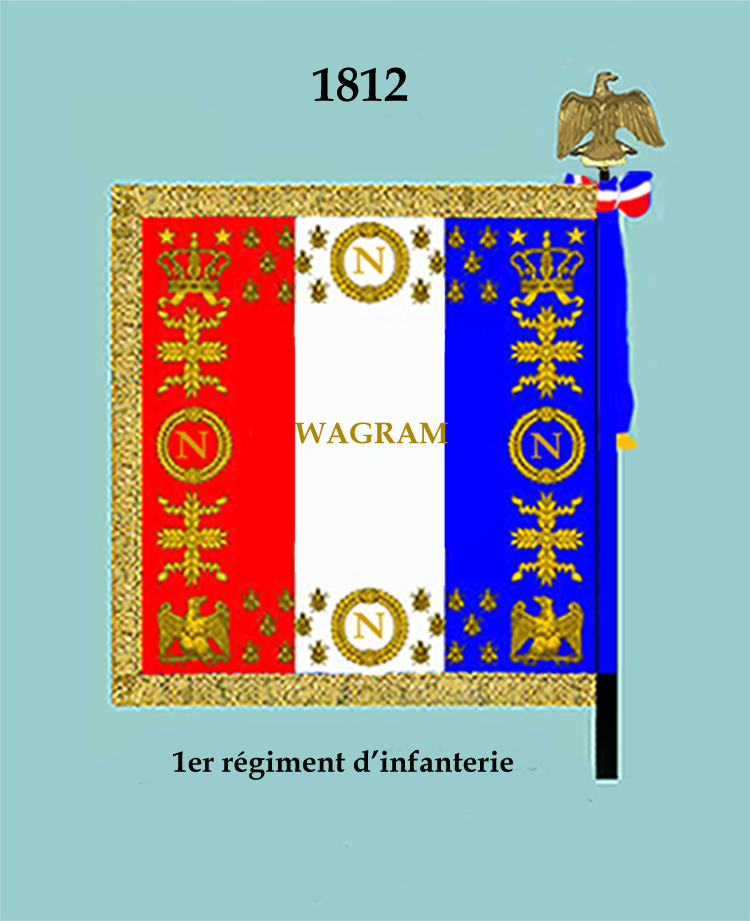
Drapeau modèle de 1812 (revers)

Affecté au corps d'observation de Réserve puis à l'armée d'Espagne, il participe durant la guerre d'indépendance espagnole à la bataille de Miranda-Castegna, Bataille des Arapiles (Salamanca).
En 1813 affecté à l'armée de Portugal il se trouve au Siège de Saint-Sébastien avant de rejoindre la Grande Armée, ou dans le cadre de la campagne d'Allemagne il participe aux batailles de Lützen, de Bautzen, de Dresde et de Leipzig.
En 1814 il est aux armées des Pyrénées et d'Italie et se trouve engagé durant la campagne de France dans les batailles de Saint-Julien-en-Genevois, de Brienne, de Sézanne, campagne des Six-Jours, de Montmirail, 14 février 1814 à Vauchamps puis Laon et Paris
Après l'exil de Napoléon Ier à l'île d'Elbe, Louis XVIII, prend le 12 mai 1814, une ordonnance royale qui réorganise les corps de l'armée française. Ainsi le régiment du Roi est formé à Paris, avec le 1er régiment d'infanterie de ligne et le 3e bataillon du 135e régiment d'infanterie de ligne.
À son retour de l'île d'Elbe, le 1er mars 1815, Napoléon Ier prend, le 20 avril 1815, un décret qui rend aux anciens régiments d'infanterie de ligne les numéros qu'ils avaient perdus. Le régiment reprend donc son nom : 1er régiment d'infanterie de ligne.

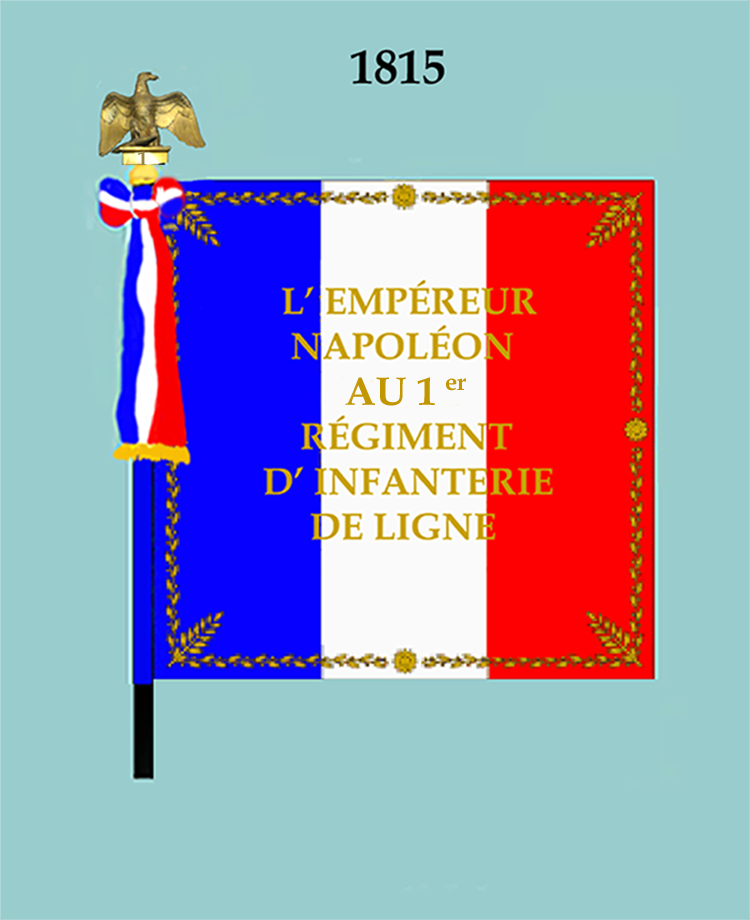
Drapeau modèle de 1815 (avers)
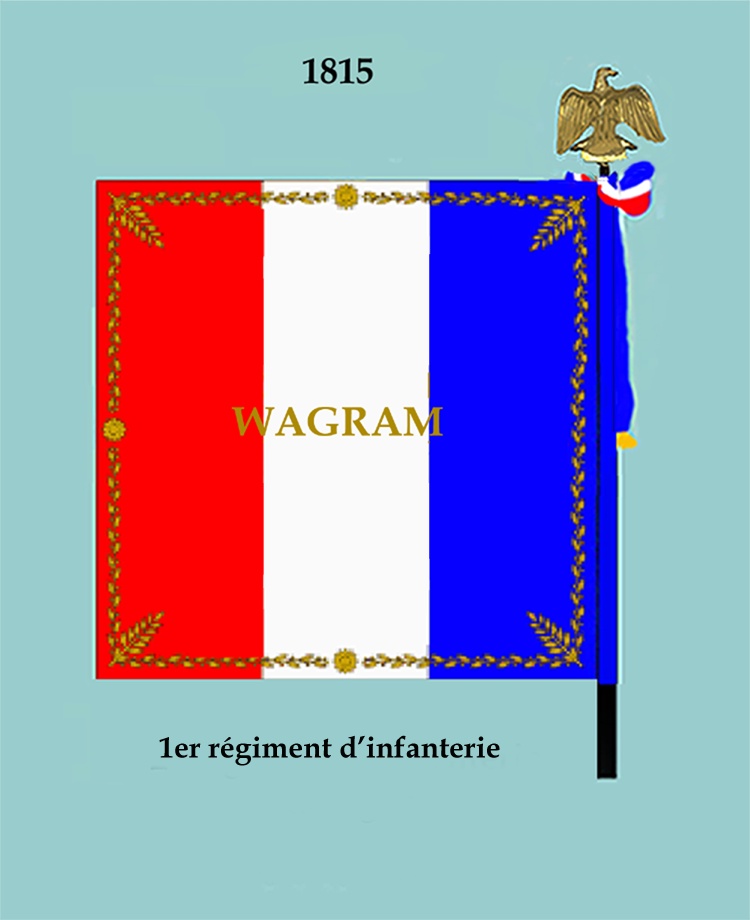
Drapeau modèle de 1815 (revers)

En 1815 il est au 2e corps de la Grande Armée et combat à Quatre Bras et Waterloo
Colonels tués ou blessés commandant le 1er régiment d'infanterie
- Colonel Saint-Martin : blessé le 16 avril 1809

Officiers tués ou blessés en servant au 1er régiment d'infanterie de ligne sous l'Empire (1804-1815) :
- Officiers tués : 20
- Officiers morts à la suite de leurs blessures : 11
- Officiers blessés : 127

Après la seconde abdication de l'Empereur, Louis XVIII réorganise de l'armée de manière à rompre avec l'héritage politico-militaire du Premier Empire.
A cet effet une ordonnance du 16 juillet 1815 licencie l'ensemble des unités militaires françaises.

### Restauration
Par ordonnance du 11 août 1815, Louis XVIII crée les légions départementales. La 1re Légion de l'Ain, qui deviendra le 1er régiment d'infanterie de ligne en 1820, est créée. Bien que la légion de l'Ain n'ait rien à voir avec la 1er régiment d'infanterie de ligne napoléonien, ses éléments sont issus du 9e régiment d'infanterie de ligne, formé en 1803 avec la 9e demi-brigade de ligne, formée en 1794 à partir de la 2e demi-brigade de bataille, unité qui a incorporé en 1793 le 2e bataillon du 1er régiment d'infanterie de la monarchie.
En 1820 une ordonnance royale de Louis XVIII réorganise les corps de l'armée française en transformant les légions départementales en régiments d'infanterie de ligne. Ainsi, le 1er régiment d'infanterie de ligne est formé, à Strasbourg, avec les 3 bataillons de la légion de l'Ain.

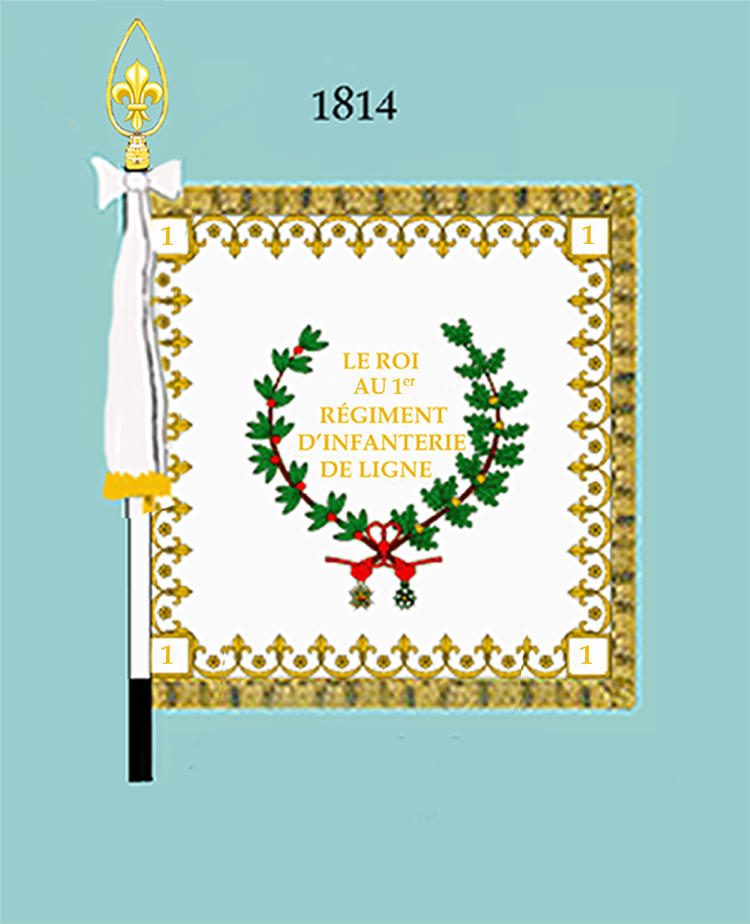
Drapeau modèle de 1820 (avers)

Le 1er régiment d'infanterie de ligne fait la campagne de 1823 au 2e corps de l'armée d'Espagne et se distingue, le 28 juillet 1823, au combat de Campillo de Arenas puis à l'affaire de Jaën le 13 septembre suivant.
Durant les campagnes de 1824, 1825 et 1826, il fait partie du corps d'occupation d'Espagne.

### De 1830 à 1852
Une ordonnance du 18 septembre 1830 créé le 4e bataillon et porte le régiment, complet, à 3 000 hommes.

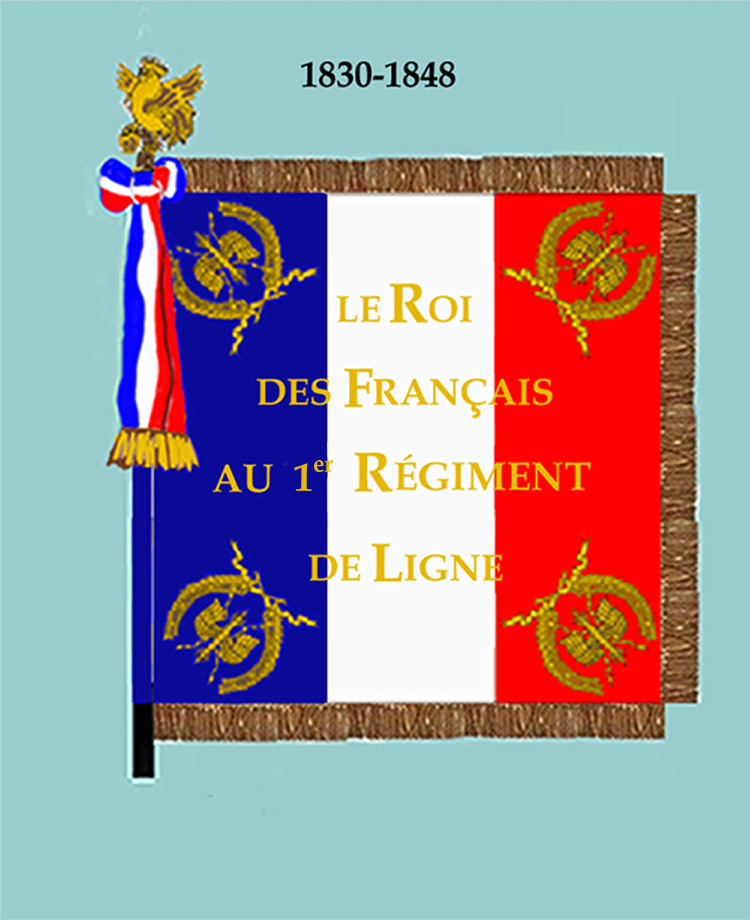
Drapeau modèle de 1830 (avers)

En 1831, il participe à la campagne des Dix-Jours en Belgique.
En juin 1832, il participe à la répression de l'insurrection républicaine à Paris
Le régiment participe aux campagnes de 1837 à 1842 à l'armée d'Afrique et se distingue aux combats de Mizerghin (12 mars 1840), de Tem-Salmet (18 mars 1840), de l'Oued-el-Haehem (10 mai 1840), du camp de Bridia (14 mai 1840), à l'enlèvement des matamores de Bou-Chouicha (8-11 novembre 1840), aux combats sous les murs de Mostaganem (nuit du 4 au 5 juillet 1841) aux combats contre les Beni-Menacer (6 et 7 juin 1842), à la prise de Miliana (17 juin 1842) et aux affaires des 30 août et 4 septembre 1842.

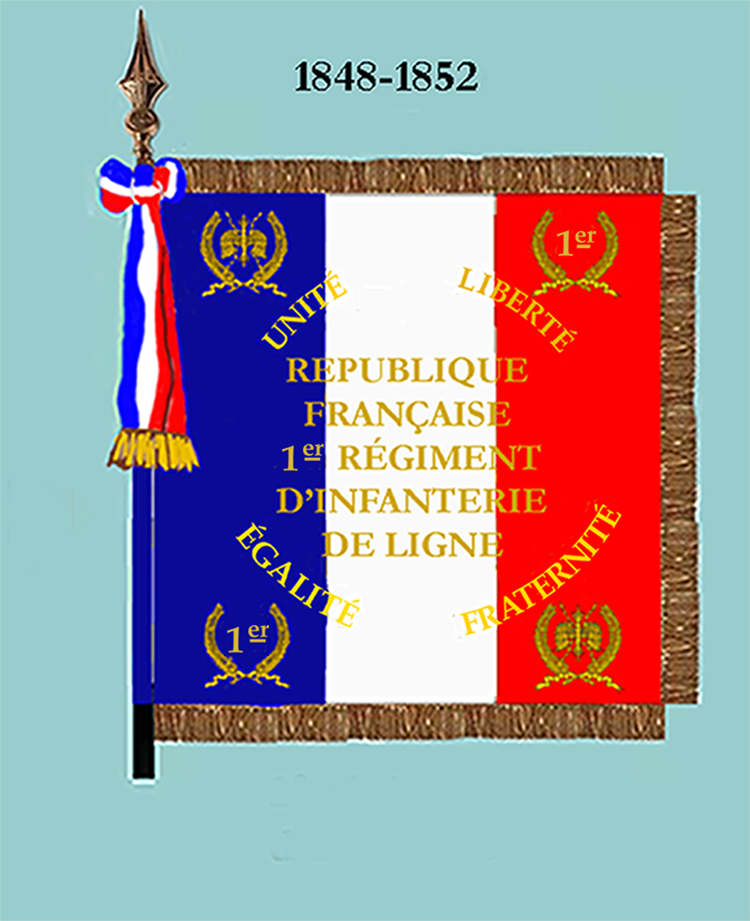
Drapeau modèle de 1848 à 1852 (avers)
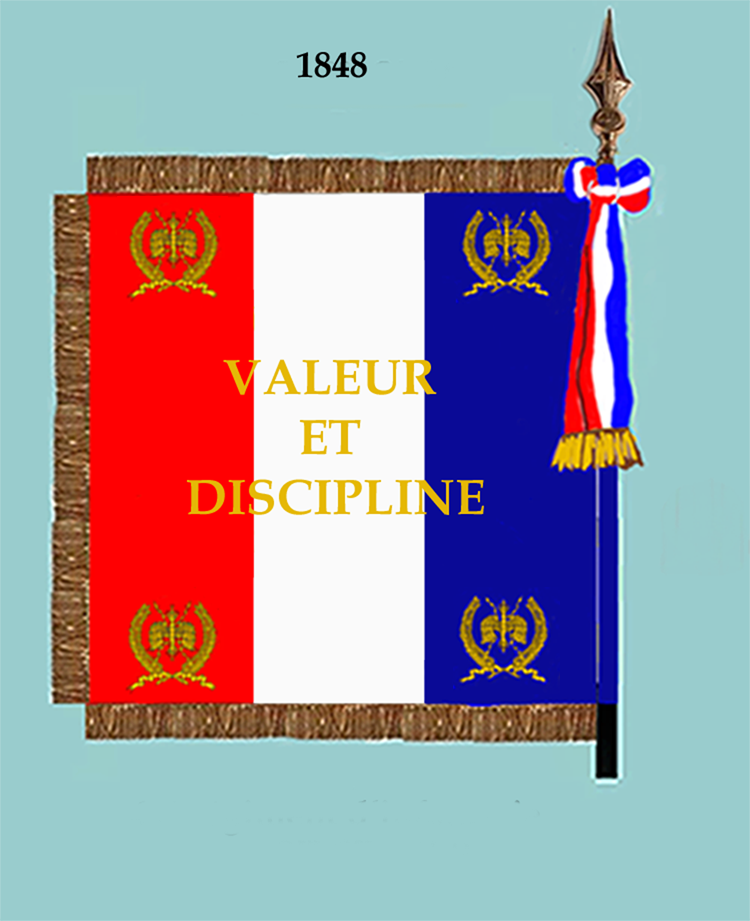
Drapeau modèle de 1848 à 1852 (revers)

En 1850, le régiment est en garnison à Brest.

### Second Empire
Par décret du 2 mai 1859, le 1er régiment d'infanterie fournit 1 compagnie pour former le 101e régiment d'infanterie de ligne.

### Guerre de 1870-1871
En 1870, le régiment est en garnison à Sedan et son dépôt est à Châlons-sur-Marne.
Campagne de 1870 il fait partie du 4e corps d'armée, sous le commandement du général Ladmirault, participe aux batailles sous Metz, de Borny le 14 août, de Rezonville le 16 août et de Gravelotte le 18 août, encerclé dans Metz il est emmené en captivité en Allemagne après la capitulation de Bazaine.
Le 24 novembre 1870, durant la guerre franco-allemande, les 8e compagnies des 2e et 3e bataillons du 1er régiment d'infanterie de ligne qui composaient le 29e régiment de marche furent engagés dans les combats de Chilleurs, Ladon, Boiscommun, Neuville-aux-Bois et Maizières dans le Loiret

### De 1871 à 1914
À partir de juin 1871, le régiment est caserné à Cambrai.
Lors de la réorganisation des corps d'infanterie de 1887, le 1er régiment d'infanterie de ligne est renommé 1er régiment d'infanterie tandis que son 1er bataillon forme le 145e régiment d'infanterie.

### Première Guerre mondiale
À la veille de la guerre le régiment est toujours caserné à Cambrai.

#### Affectation
1re division d'infanterie d'août 1914 à novembre 1918

#### 1914
- 21 au 23 août : avance sur Charleroi
- 28 au 29 août : retraite sur Guise
- 5 au 13 septembre : engagé dans le cadre de la bataille de la Marne
- 15 au 20 septembre : engagé dans le cadre de la course à la mer et en particulier à Soupir puis à la cote 108.

La 12e compagnie du 1er RI en décembre 1911
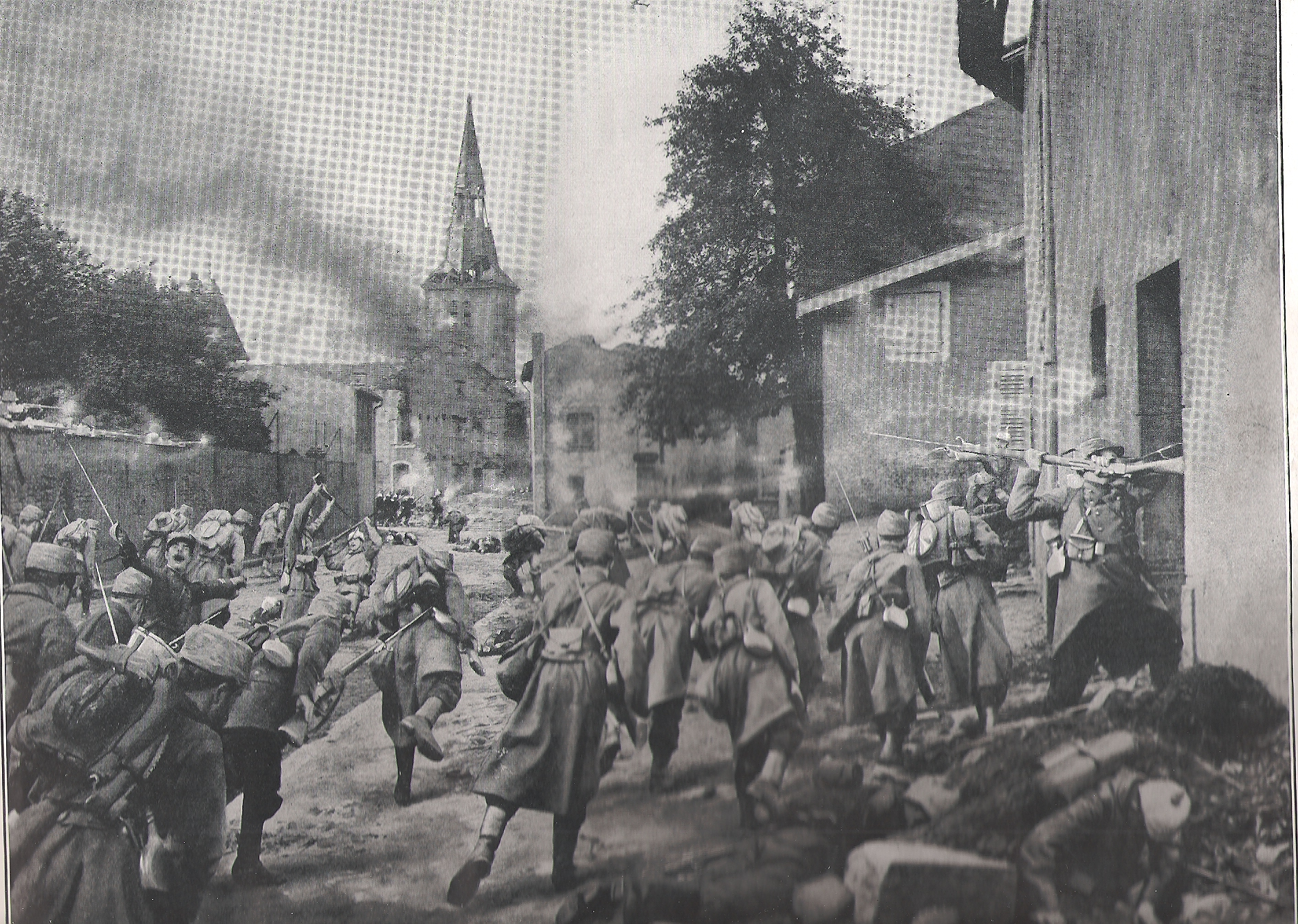
Attaque du 1er régiment d'infanterie en 1914

#### 1915
- 9 janvier 1915 : offensives d'Argonne et de Champagne, avec en particulier la prise du Fortin de Beauséjour.

#### 1916
- 1916 : D'abord engagé dans la bataille de Verdun : Côte du Poivre puis reprise des forts de Douaumont et de Vaux.
- 24 août 1916 : puis est engagé dans la bataille de la Somme et participe à la prise de Maurepas, puis de Combles à la fin septembre.

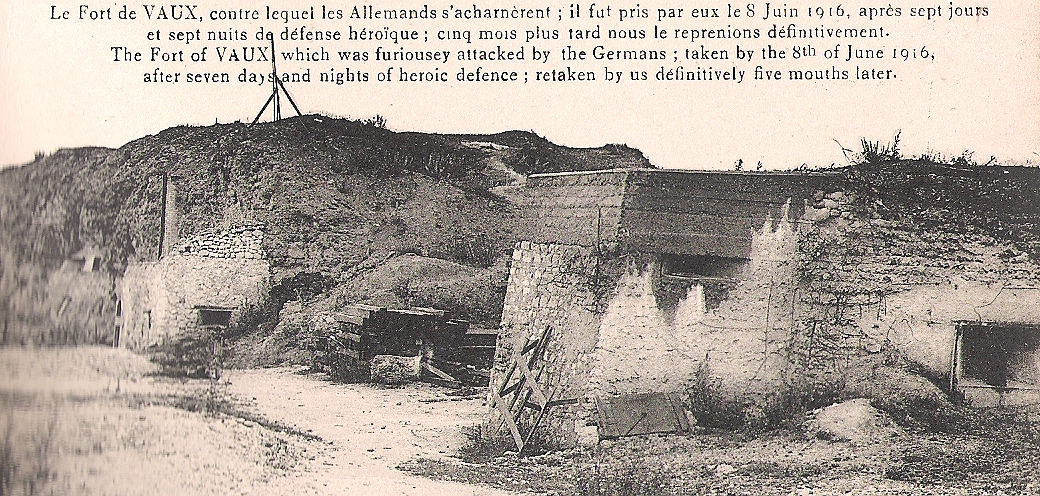
Fort de Vaux
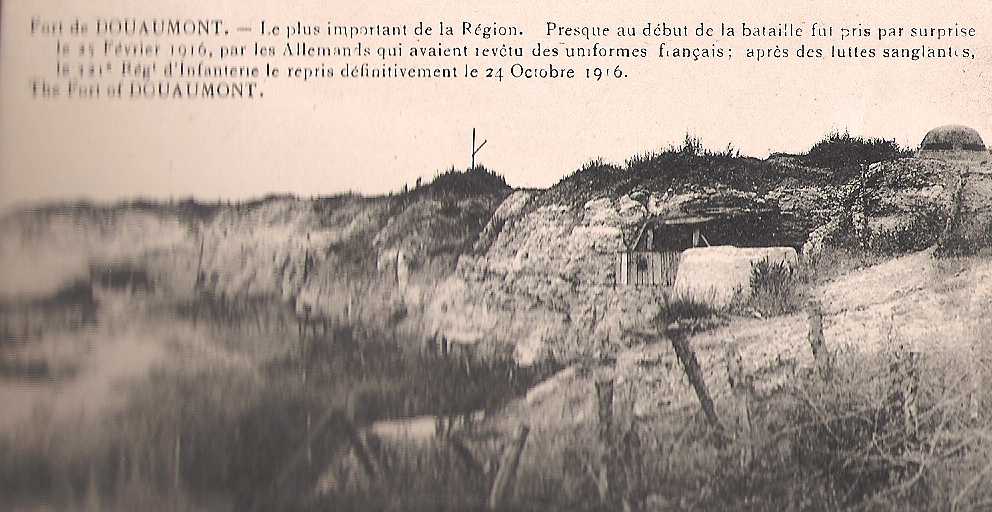
Fort de Douaumont

#### 1917
- 1917 : Engagé dans l'offensive du 16 avril, contre le Chemin des Dames puis dans celle des Flandres, le long de l'Yser (de juillet à octobre).
- Par ordre n.46 <<F>> du général commandant en chef : en date du 13 août 1917, le port de la fourragère aux couleurs de la Croix de guerre 1914-1918 est accordé au 1er RI.
- Citation de bataillon à l'ordre de l'armée : le 2e bataillon (ordre général no 62 le 18 novembre 1917).
- Citation de compagnies à l'ordre de l'armée : 5 compagnies (ordre général no 91 de la 1re DI le 28 juillet 1917).
- Citation de section à l'ordre de l'armée : 2e section de la 3e compagnie (ordre général no 237 de la 5e armée le 1er juin 1917).

#### 1918
- 1918 : Il est envoyé dans l'Oise et participe à la bataille de Noyon (22 au 29 mars) puis de la Forêt de Retz. Puis en Champagne sur l'Ourcq. À l'Armistice, il avance en Alsace.

### Entre-deux-guerres
Dans l'entre-deux-guerres, le régiment reste caserné à Cambrai. Il appartient à la 1re division d'infanterie (qui devient une division d'infanterie motorisée en 1935),.

### Seconde Guerre mondiale

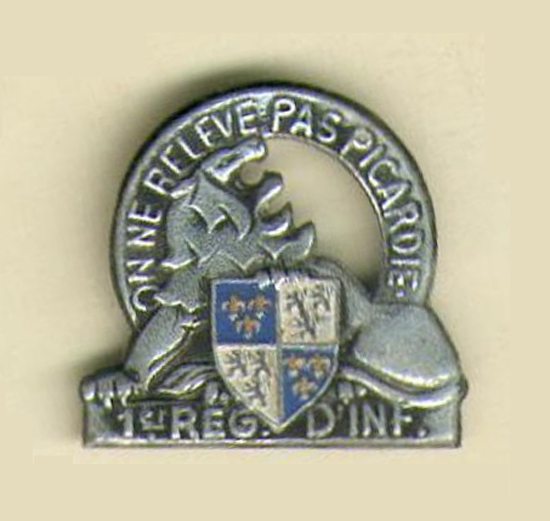
Insigne régimentaire du 1er RI (1939). Lion à demi-couché sur armes de Picardie en chef cercle portant devise sigle sur socle.

#### Bataille de France
En août 1939, le régiment, type Nord-Est motorisé, est mis sur le pied de guerre par le centre de mobilisation d'infanterie no 13 de Cambrai. Il appartient à la 1re division d'infanterie motorisée.
En 1940, il combat en Belgique. Il résiste victorieusement à Court-Saint-Étienne (Belgique), mais est partiellement détruit dans la forêt de Raismes. Du 25 au 30 mai 1940 les éléments restants combattent dans la poche de Lille[réf. souhaitée]. Un bataillon réduit continue à combattre en juin près de Caen.

#### Armée d'Armistice

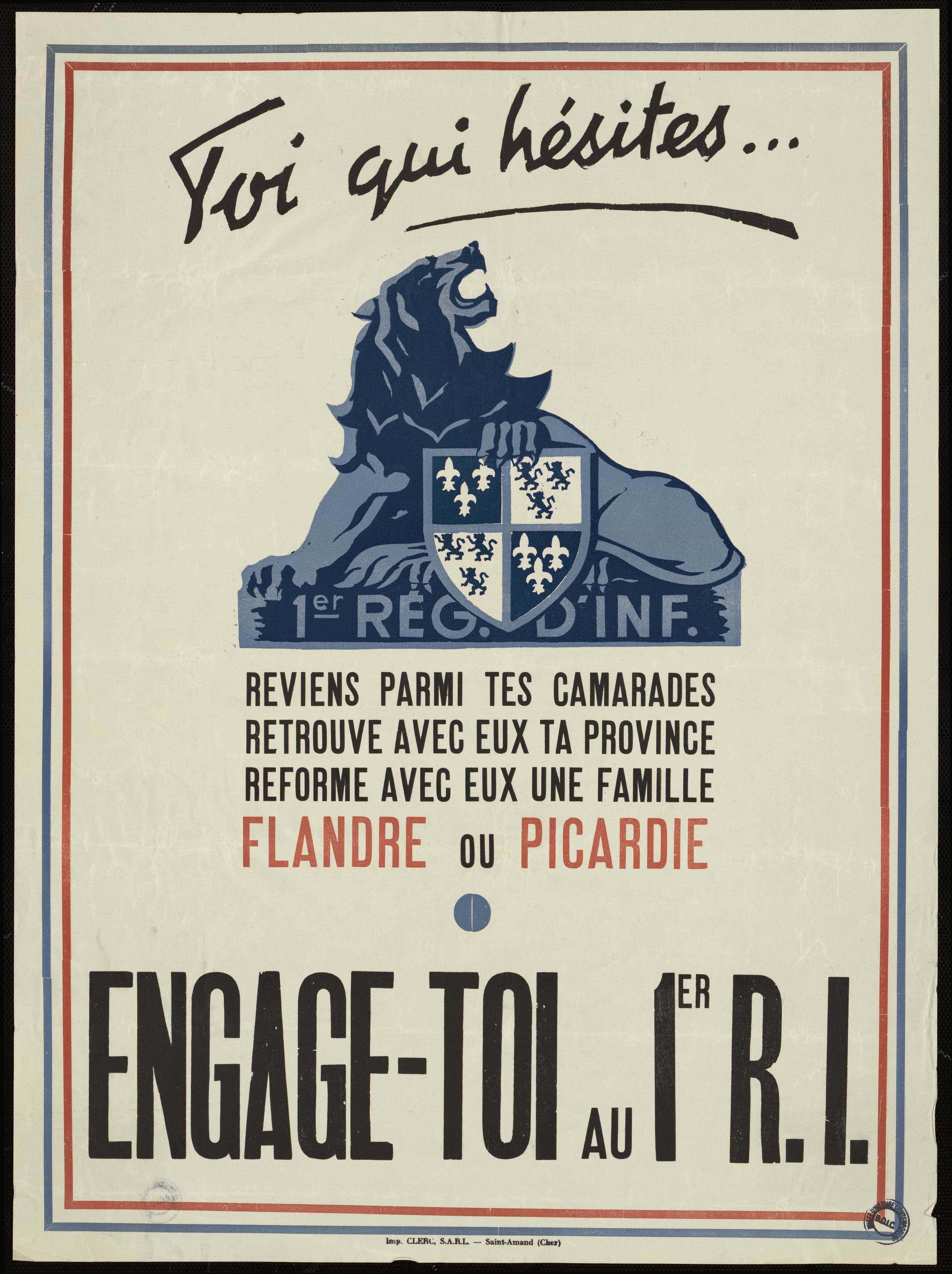
Affiche de recrutement pour le 1er RI de l'Armée d'armistice.

Au sein de l'Armée d'armistice organisée par le régime de Vichy, le régiment du Cher est créé le 6 août 1940 à partir de militaires rescapés de la 8e division d'infanterie, notamment 237e régiment d'infanterie, 12e régiment étranger d'infanterie et 23e régiment de marche de volontaires étrangers, ainsi que quelques rescapés du 1er RI. Il est renommé 1er régiment d'infanterie vingt jours plus tard (changement d'appellation effectif le 1er septembre 1940). Il conserve les traditions de la province de Picardie.
Rattaché à la 8e division militaire, le nouveau régiment est en garnison à Issoudun, Dun-sur-Auron et Saint-Amand-Montrond mais détache des compagnies à proximité de la ligne de démarcation, à Lury-sur-Arnon, Saint-Florent-sur-Cher, Levet, Blet, Sancoins, Preuilly, Quincy et en forêt de Tronçais. À partir d'octobre 1942, le 3e bataillon s'installe à Vichy.

#### Résistance et Libération
Le régiment est dissous le 27 novembre 1942, après l'invasion de la zone libre par les Allemands. Le 1er RI passe alors dans la clandestinité au sein de l’Organisation de résistance de l'Armée (ORA), parvenant à cacher 50 fusils-mitrailleurs et 500 fusils. Ses traditions sont maintenues par les maquis du Berry où opère son chef de corps, le colonel Bertrand. Celui-ci travaille à partir de 1943 à la reconstitution de son régiment.
La reconstitution du 1er régiment d'infanterie est réalisée à partir du 22 juillet 1944 au sein de la « brigade Bertrand ». Il participe aux actions des forces françaises de l'intérieur qui contraignent la colonne Elster qui se replie d’Aquitaine à ne progresser que de nuit, et finalement à faire sa reddition. Le 1er RI est le seul régiment de l'ancienne armée de Vichy en métropole décoré de la médaille de la Résistance et son drapeau porte l'inscription Résistance Berry 1944.
Le 15 octobre 1944, le régiment compte deux bataillons à cinq compagnies et ne compagnie hors-rang, regroupant au total 1 938 hommes. Envoyé de Bourges à Saint-Jean-d'Angély mi-novembre, il rejoint le front face à la poche de Royan le 12 décembre 1944. Le 1er janvier 1945, le 1er RI est intégré dans l'Armée régulière.
Désigné pour rejoindre la nouvelle 1re division d'infanterie, il quitte le front de l'Atlantique le 22 février pour revenir à Bourges où la division se rassemble. Le 1er RI est renforcé par un bataillon de recrues venues de Cambrai. Les fantassins reçoivent dans les mois qui suivent un équipement individuel complet de type américain, bien que les livraisons de matériel lourd soient bloquées fin avril.
La division opère sur les arrières de la 1re armée française dans les derniers jours de la campagne d'Allemagne début mai 1945.

### De 1945 à nos jours

#### Occupation en Allemagne 1945-1955
À partir de 1945 et jusqu'en 1955, le régiment est stationné au sein des troupes françaises en Allemagne. En juillet 1945, la 1re DI entre en Sarre puis le pays de Bade en février 1946. En mai 1946, la 1re DI est dissoute et le régiment devient l'unité centrale du groupement d'infanterie no 9 à Rottweil. En avril 1947, il est réduit à un bataillon, le 1er bataillon d'infanterie, au sein de la 9e demi-brigade d'infanterie, toujours à Rottweil.
Le régiment est reconstitué en janvier 1949 et s'installe à Donaueschingen. En 1955, il devient 1er régiment d'infanterie motorisé.

#### Guerre d'Algérie
- 1955 à 1961 : engagé en Algérie[13], installé à Tiaret.

#### Retour en France 1962-1982
- 1962 à 1968 : en garnison à Bitche, en Moselle[réf. nécessaire].
- 1965 à 1968 : subordonné à la 6e brigade mécanisée de la 7e division.
- 1968 : le régiment s'installe à Sarrebourg.
- de 1968 à 1982 : régiment d'infanterie motorisée du 1er corps d'armée. En 1978, le régiment participe à la formation et aux manœuvres organisées par l’Aviation légère de l'Armée de terre au camp du Larzac. Le régiment reçoit 120 véhicules de l’avant blindé (VAB) entre 1977 et 1978 mais ces derniers sont reversés dès 1983 lorsque le régiment expérimente l’aéromobilité.

#### Régiment aéromobile 1982-1999
- 1982 : le régiment fait partie de la « force Éclair » puis de la brigade aéromobile expérimentale.
- 1984 : création de la compagnie de contre-mobilité à partir de la 3e compagnie de travaux du 34e régiment du génie.
- 1985 : professionnalisé, il devient le régiment de combat aéromobile (RCAM) de la 4e division aéromobile au sein de la force d'action rapide. Il est l'unique régiment de ce type de l'Armée de terre française.
- 1988 : la 1re compagnie est intégrée à l'opération Victor sur l'île d'Ouvéa, en assurant un contrôle de zone autour de la grotte, où sont détenus les otages, pendant l'assaut des forces spéciales.
- 1989 : les effectifs du régiment sont de 1 495 hommes (67 officiers, 232 sous-officiers et 1 196 militaires du rang), il comporte :  
  - une compagnie de commandement et de services ;
  - une compagnie légère de renseignement ;
  - trois compagnies d’éclairage et de combat anti-chars ;
  - une compagnie d’appui ;
  - une compagnie de contre-mobilité ;
  - deux compagnies d’instruction dont l’une devient compagnie d’intervention aéromobile en temps de guerre.

Le régiment dispose de 274 véhicules légers, 151 motos, 360 missiles pour 45 postes de tir Milan, 18 canons anti-aérien, 12 postes Olifant et 7 radars Rasura.
- le Régiment participe à l'opération Daguet au cours de la guerre du Golfe, à l’opération Épervier au Tchad en 1994, intervient en Yougoslavie en 1994 et 1996 ainsi qu’en République centrafricaine en 1997 dans le cadre de l’opération Alamandin III.
- 1996 : le régiment adopte le béret bleu roi de l'Aviation légère de l'Armée de terre avec l'insigne de l'infanterie.
- 1997 : le 30 juin, la compagnie du génie aéromobile (ancienne compagnie de contre-mobilité) est dissoute.

#### Régiment mécanisé (depuis 1999)
- 1999 : doté à nouveau de VAB, il rejoint la 1re brigade mécanisée le 1er juillet.
- 12 avril 2003 : Saint-Amand-Montrond, dans le département du Cher, devient la ville marraine du régiment.
- 2009 : premier déploiement en Afghanistan pour 6 mois, opération Pamir XXI. Troupes déployées à Kaboul, en Surobi et en vallée d'Uzbeen.
- 2010 : il est le premier régiment de l'Armée de terre à être équipé du système FÉLIN.
- Décembre 2011 à juin 2012 : second déploiement du régiment en Afghanistan pour 6 mois, opération Pamir XXVI. Troupes déployées à Kaboul, en Surobi, en vallée d'Uzbeen et en sud Kapisa. Troupes présente sur la FOB Gwan le 20 janvier 2012 lors de l'attentat perpétré par un taliban infiltré dans l'armée afghane qui causa la mort de 5 militaires français du 93e régiment d'artillerie de montagne.
- 2013 : le 1er RI est projeté au Mali dans le cadre de l'opération Serval pour assurer la formation de deux bataillons de soldats maliens, soit 1 400 hommes avant leur déploiement dans le nord du pays en zone d'insécurité.
- 1er septembre 2014 : le régiment intègre la brigade franco-allemande.
- 2014-2015 : d'octobre 2014 à février 2015, le régiment participe à l'opération Sangaris en République centrafricaine.
- 15 avril 2016 : la 9e compagnie est recréée portant ainsi les effectifs du régiment à 1 150 militaires[21].
- 1er juillet 2016 : les unités françaises de la brigade franco-allemande sont rattachées à la 1re division.
- 2016-2017 : d'octobre 2016 à février 2017, le régiment s'engage en Côte d'Ivoire.
- 20 juin 2017 : inauguration d'un monument réalisé par le sculpteur Eric Alvarez pour célébrer les cinquante années de présence du régiment à Sarrebourg[22].
- 2018-2019 : le régiment est déployé d'octobre 2018 à mars 2019 au Sahel dans le cadre de l'opération Barkhane.
- 2020 : le 1er régiment d'infanterie, fort de ses expériences passées, est désigné pour être le 3e régiment à entrer dans l'ère Scorpion ; nouveau programme d'armement de l'Armée de Terre. Après la réception de ses premiers VBMR Griffon, nouveau blindé multi-rôles, il entame sa transformation afin d'apprivoiser les nouveaux véhicules mais aussi le nouveau Système d'Information du Combat Scorpion (SICS).
- 22 mars 2023 : la 9e compagnie fusionne avec la 4e compagnie et création du groupement d'instruction qui hérite des traditions de la 9e compagnie.
- 2024 : la 4e compagnie devient la compagnie légère de reconnaissance.

## Batailles inscrites sur le drapeau
Il porte, cousues en lettres d'or dans ses plis, les inscriptions suivantes, :

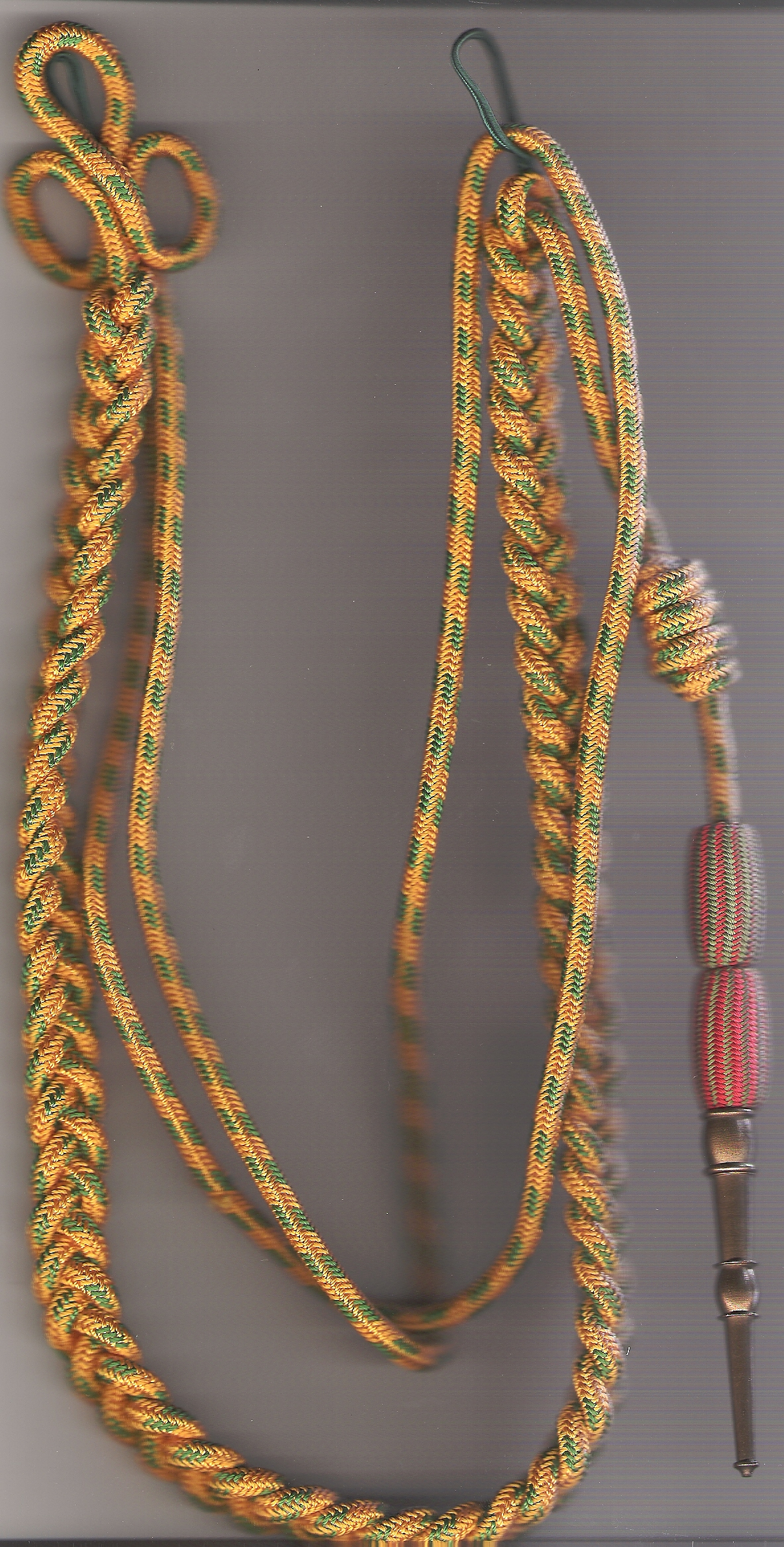
Fourragère aux couleurs du ruban de la Médaille militaire avec olives aux couleurs des rubans de la Croix de guerre 1914-1918 et 1939-1945

- Valmy 1792
- Fleurus 1794
- Moeskirch 1800
- Biberach 1800
- Miliana 1842
- Guise 1914
- Verdun-L'Yser 1916-1917
- La Somme 1916
- L'Ourcq 1918
- Résistance Berry 1942
- AFN 1952-1962

.

## Décorations
- La fourragère aux couleurs du ruban de la Médaille militaire, décernée le 10 septembre 1918, a été remise au 1er RI par le général Castelnau le 19 octobre 1918, en Alsace, faisant suite à la quatrième citation à l'ordre de l'armée conquise par le régiment. Cette fourragère est ornée d'une olive Croix de guerre 1914-1918 et d'une olive Croix de guerre 1939-1945, consécutive à deux citations obtenues durant la drôle de guerre et la résistance.
- La croix de la Valeur militaire avec deux palmes pour sa participations aux opérations menées en Afghanistan entre 2009 et 2012. Il est décoré de la fourragère aux couleurs de la Valeur militaire le 22 novembre 2013.
- La croix de la Valeur militaire avec palme de bronze a été décernée en 2021 au 1er RI à la suite de sa participation à l'opération Sangaris en République Centrafricaine d'octobre 2014 à mars 2015. Elle lui a été remise par le général d'armée Bellot des Minières et le colonel Testart.
- La médaille de la Résistance française a été décernée au 1er régiment d'infanterie au titre des Forces françaises de l'intérieur (FFI) pour son engagement dans l'ORA.

## Traditions
Le cri de ralliement du 1er régiment d'infanterie est « Picardie ! ».
Sa devise est : « On ne relève pas Picardie ». Le 29 juin 1734, durant la bataille de San Pietro à Parme, son commandant, Charles de Rohan-Rochefort, prince de Montauban (1693-1768), adressa la future devise du régiment à un officier du régiment de Provence, qui lui demandait s'il voulait que Provence prenne sa place sur la ligne de front. La réponse fut Monsieur, vous saurez qu'on ne relève pas Picardie, la deuxième partie de la phrase fut adoptée comme devise de l'unité.

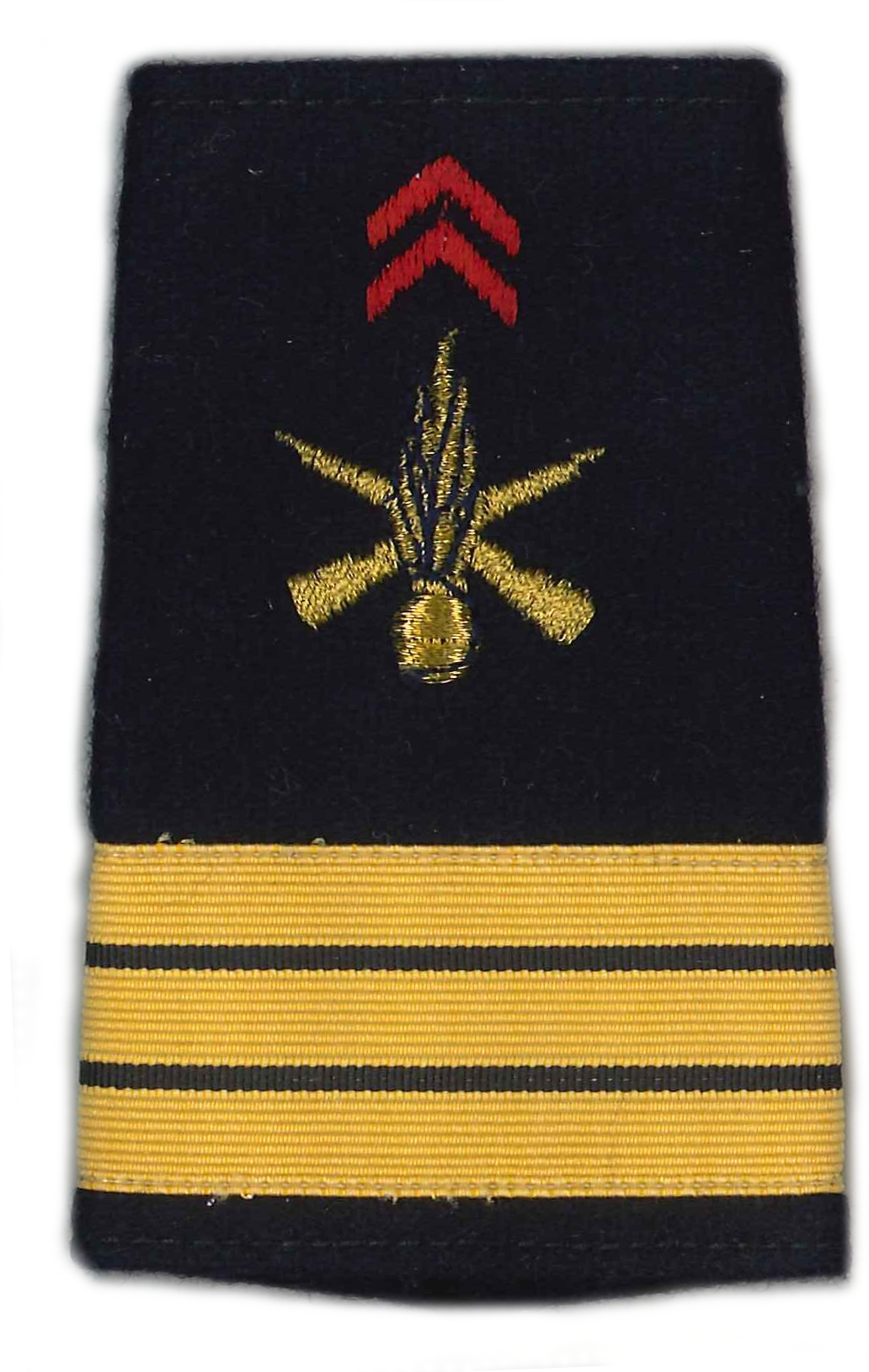
Fourreau d'épaule d'infanterie au grade de capitaine

Son chant de marche est "Réveillez-vous Picards", chant de marche des bandes de Picardie au XVe siècle, sous L'Etat Bourguignon. C'est le plus vieux chant militaire encore chanté par une unité constituée.
C'est également devenu le chant régional de la Picardie.

## Insigne
L'insigne du régiment est inspiré du blason de l'ancien régiment de Picardie. Le premier régiment d’infanterie porte ainsi un blason « de gueules à la croix d'argent chargée en tête de l'inscription « 1479 » et en pied de « 1er RI », à l'écu d'or chargé d'une aigle bicéphale brochant sur le tout ». Le blason est sommé de la devise du régiment « On ne relève pas Picardie », en lettres noires sur fond doré.

## Particularité

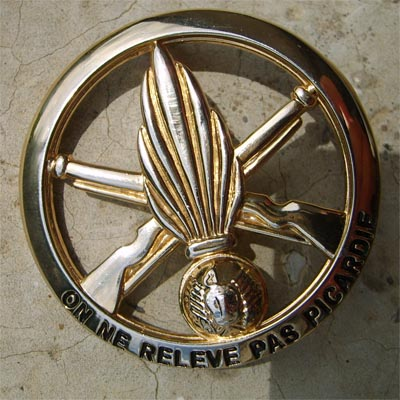
Insigne de béret du 1er RI.

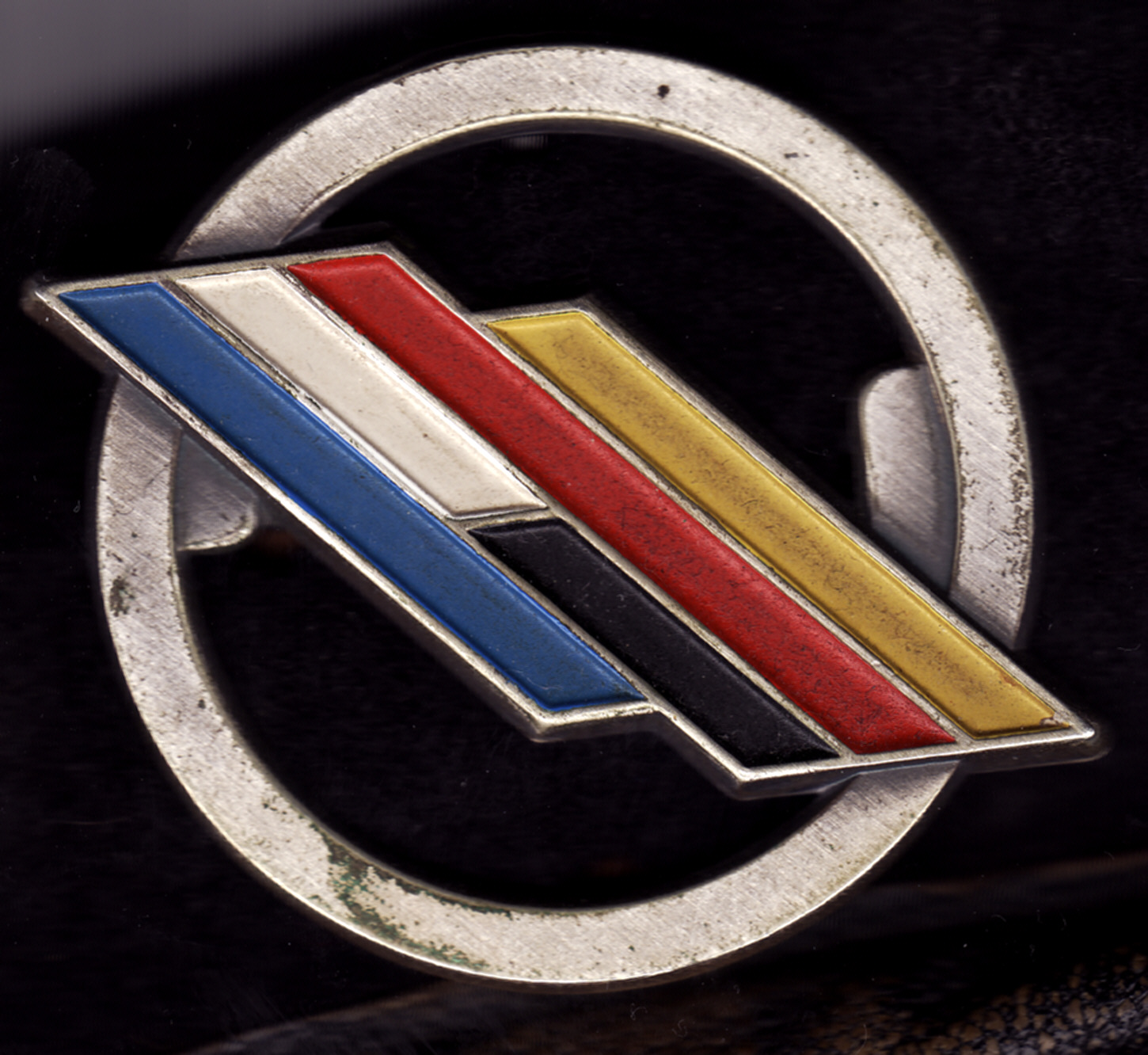
Insigne de béret de la brigade franco-allemande, utilisé par le 1er RI depuis 2014.

Déjà au temps du régiment de Picardie, le blanc était symbole de commandement. Les compagnies avaient une enseigne rouge frappée d'une croix blanche tandis que celle du 1er bataillon était blanche également frappée d'une croix blanche. On l'appelait « l'enseigne colonelle ». C'est la raison pour laquelle le chef de corps du régiment porte un insigne de couleur blanche.
Jusqu'en 2014, le 1er régiment d'infanterie s'était doté d'un insigne de béret personnalisé. Reprenant la forme de l'insigne de béret de l'infanterie, le cœur de la grenade a été remplacé par le bouton tradition de la tenue terre de France et la devise du régiment est inscrite en dessous, dans le cercle fermant l'insigne. Cette particularité a été suspendue par sa participation à la brigade franco-allemande, qui possède un insigne de béret qui lui est propre.

## Le régiment aujourd'hui
Le régiment tient garnison à Sarrebourg, en Moselle, depuis 1968. Il occupe une vaste emprise constituée par les quartiers Rabier, Tourret, Dessirier et Cholesky.
Il fait partie de la brigade franco-allemande au sein de la 1re division. Son soutien est assuré par le groupement de soutien de la base de défense de Phalsbourg.

### Composition
- 1 compagnie de commandement et de logistique ;
- 4 compagnies de combat sur VAB et GRIFFON (1re, 2e, 3e, 4e Cie) ;
- 1 compagnie légère de reconnaissance ;
- 1 compagnie d'appui ;
- 1 compagnie de réserve opérationnelle (5e Cie) ;
- 1 groupe d'instruction (9e Berry).

### Matériels
- VBMR Griffon (véhicules blindés multi-rôles) ;
- 82 VAB (véhicules de l'avant blindé) ;
- 20 PVP (Petit Véhicule Protégé);
- 25 VBL (véhicules blindés légers) ;
- 27 postes de tir ERYX (lance-missiles anti-char léger) ;
- 16 postes de tir MILAN (lance-missile anti-char) ;
- Postes de tir MMP (lance-missile anti-char, remplaçant des systèmes MILAN) ;
- HK416 ;
- FAMAS F1 (système félin) ;
- FR12-7 ;
- FRF2 ;
- HK417 ;
- SCAR-H PR ;
- Glock 17 ;
- 8 mortiers de 81 mm (LLR).

## Personnalités ayant servi au régiment
- André Biguet (1892-1918), poète, figure parmi les 560 écrivains morts pour la France au Panthéon.
- François Michel Brayer (1788-1848) alors chef de bataillon
- Charles François de Cisternay du Fay (1698-1736), futur intendant du Jardin du Roi, y était capitaine en 1723
- Aubert Frère (1881-1944), mort en déportation, en fut le Chef de Corps de 1919 à 1921.
- Jacques Pierre Louis Puthod (1769-1822) y fut capitaine.
- Pierre Rauscher (1899-1945), officier français ayant collaboré avec le colonel Bertrand pour organiser la résistance du régiment. Mort en déportation.
- Georges Roidot (1922-2010), général. Sous-lieutenant au 1er RI. Il fut l'un des principaux agents de liaison au sein de l'ORA.[réf. nécessaire]
- Albert Souques (1890-1952), Compagnon de la Libération.
- Sébastien Le Prestre de Vauban (1633-1707) y est capitaine le 23 octobre 1663, venant du régiment de La Ferté-Senneterre[26]

### Source
- Historique du 1er régiment d’infanterie, 1952, imprimerie Chotel.
- Histoire de la guerre Franco Allemande, par le lieutenant colonel Rousset.
- À partir du Recueil d'Historiques de l'Infanterie Française (Général Andolenko - Eurimprim 1969).
- Historiques des corps de troupe de l'armée française (1569-1900), Berger-Levrault (Paris), 1900, 52 p. (lire en ligne)